# Grand Haven (Michigan)
Grand Haven – miasto (city), ośrodek administracyjny hrabstwa Ottawa, w południowo-zachodniej części stanu Michigan, w Stanach Zjednoczonych, położone nad ujściem rzeki Grand do jeziora Michigan. W 2013 roku miasto liczyło 10 895 mieszkańców.
W 1834 roku powstała tutaj placówka handlowa zajmująca się handlem futrami, rok później rozplanowana została osada Grand Haven, która wkrótce stała się ośrodkiem przemysłu drzewnego. W latach 50. XIX wieku w miejscowości rozwinęło się szkutnictwo i rybołówstwo. W 1867 roku nastąpiło oficjalne założenie miasta. W 1870 roku w okolicy odkryto źródła wód mineralnych.
W Grand Haven funkcjonuje port handlowo-rybacki oraz baza US Coast Guard. Istotną rolę w lokalnej gospodarce odgrywa przemysł elektromaszynowy i meblarski, a także turystyka.